# 杨晓亭
杨晓亭（1964年4月9日—），聖名洗者若翰，天主教延安教區第五任正權主教。獲教廷和北京政府承認。
1964年4月9日生于陕西周至县二曲镇渭泉村。1991年晉鐸為周至教區司鐸，1993年到意大利深造，1999年獲宗座傳信大學神學博士學位，是中國改革開放之後出外留學的神父當中首位取得博士學位者；隨後到美國攻讀社會學，2002年回國，任教於陝西天主教神哲學院。 
2010年7月15日在靖邊縣小橋畔耶穌聖心堂由漢中教區余潤琛主教主禮祝聖晉牧為延安教區助理主教。2011年3月25日，因原任的童輝主教因健康理由於去年底向教宗請辭獲准，真除正權主教一職。2018年10月3日，他与郭金才代表中国大陆天主教主教团，在梵蒂冈参加世界主教大会，受到教宗方济各欢迎。